# Parathyma subratina
Parathyma subratina är en fjärilsart som beskrevs av Hans Fruhstorfer 1906. Parathyma subratina ingår i släktet Parathyma och familjen praktfjärilar. Inga underarter finns listade i Catalogue of Life.